# Hiệu ứng nhiệt điện
Hiệu ứng nhiệt điện là sự chuyển đổi trực tiếp sự chênh lệch nhiệt độ thành hiệu điện thế và ngược lại thông qua một cặp nhiệt điện. Một thiết bị nhiệt điện tạo ra một hiệu điện thế khi có nhiệt độ khác nhau ở mỗi bên. Ngược lại, khi đặt một hiệu điện thế vào nó, nhiệt sẽ truyền từ bên này sang bên kia, tạo ra sự chênh lệch nhiệt độ. Hiệu ứng này là cơ sở cho ứng dụng trong một số máy lạnh và pin nhiệt điện, không có các bộ phận chuyển động.
Hiệu ứng này có thể được sử dụng để tạo ra điện, đo nhiệt độ hoặc thay đổi nhiệt độ của các vật thể. Vì hướng sưởi ấm và làm mát bị ảnh hưởng bởi điện áp đặt vào, các thiết bị nhiệt điện có thể được sử dụng như bộ điều khiển nhiệt độ.
Thuật ngữ "hiệu ứng nhiệt điện" bao gồm ba hiệu ứng được xác định riêng biệt: hiệu ứng Seebeck, hiệu ứng Peltier và hiệu ứng Thomson.
Định luật Joule–Lenz, nhiệt được tạo ra bất cứ khi nào dòng điện chạy qua vật liệu dẫn điện, thường không được gọi là hiệu ứng nhiệt điện. Hiệu ứng Peltier–Seebeck và Thomson có thể đảo ngược về mặt nhiệt động lực học, trong khi định luật Joule-Lenz thì không.
Chú ý phân biệt hiệu ứng vật lý này với từ nhiệt điện, chỉ các phương pháp chuyển hóa nhiệt năng sang điện năng một cách tổng quát, trực tiếp hay gián tiếp, sử dụng hệ thống có hay không có các bộ phận chuyển động.

## Lịch sử
Hiệu ứng Peltier do Jean Charles Athanase Peltier, nhà vật lý người Pháp, phát hiện vào năm 1834. Khi bạn nối hai sợi dây đồng và sắt với nhau, một đầu nhúng vào nước đá, một đầu vào nước sôi, sẽ có sự dịch chuyển của các điện tử. Như vậy, sự chênh lệch nhiệt độ sinh ra điện và ngược lại, sự dịch chuyển của các điện tử cũng tạo ra sự thay đổi nhiệt độ. Ông Peltier đã nối một mẩu dây đồng với một dây bismuth với một nguồn điện, tạo thành mạch kín. Ông nhận thấy, một mặt trở nên nóng, còn mặt kia lạnh đi. Nếu bạn đặt mặt lạnh vào một hộp kín, bạn sẽ có một chiếc tủ lạnh. Ưu điểm của hiệu ứng này là thiết bị lạnh hoạt động ổn định, tin cậy vì không cần sử dụng máy nén gas, van tiết lưu... Nhược điểm là công suất làm lạnh không cao.

## Ứng dụng
Phương pháp truyền thống để phát điện là sử dụng lò hơi, tuabin hơi, máy phát điện; phương pháp này gây ra lãng phí lớn về nhiệt, kèm theo đó là phát thải quá mức khí gây ra hiệu ứng nhà kính.
Từ hàng chục năm nay, các nhà khoa học đã thăm dò tìm hiểu về hiệu ứng Seebeck, hiện tượng tạo ra điện áp khi duy trì các mối nối các kim loại khác nhau ở nhiệt độ khác nhau. Tuy nhiên các nguồn điện sử dụng hiệu ứng nhiệt điện loại này cao nhất cũng chỉ đạt được hiệu suất nhỏ nhoi là 7 phần trăm.
Các nhà nghiên cứu đã dùng nhiệt để phát ra điện bằng cách kẹp giữ các phân tử hữu cơ giữa các hạt nano kim loại, mở ra tiềm năng mới về khai thác năng lượng - Đây có thể là mốc quan trọng trên con đường tiến tới biến đổi trực tiếp nhiệt thành điện. Ví dụ: Phân tử hữu cơ bị kẹp giữ giữa hai bề mặt bằng vàng; tạo ra chênh lệch nhiệt độ giữa hai mặt kim loại sẽ sinh ra điện áp và dòng điện.
Đây là minh chứng đáng kể cho ý tưởng thiết kế và là bước đi đầu tiên của ngành nhiệt điện phân tử.
Ngày nay, hiện tượng áp điện (hiệu ứng Seebeck) được ứng dụng rất rộng rãi trong kỹ thuật phục vụ cho cuộc sống hàng ngày như: máy bật lửa, cảm biến, máy siêu âm, điều khiển góc quay nhỏ gương phản xạ tia lade, các thiết bị, động cơ có kích thước nhỏ, hiện nay người ta đang phát triển nhiều chương trình nghiên cứu như máy bay bay đập cánh như côn trùng, cơ nhân tạo, cánh máy bay biến đổi hình dạng, phòng triệt tiêu âm thanh, các cấu trúc thông minh, hầu hết các máy in hiện nay... một trong những ứng dụng quan trọng hiện nay trong kỹ thuật là dùng làm động cơ piezo.

## Nguyên lý cơ bản

### Giới thiệu các hệ số Seebeck, Peltier và Thomson

#### Hệ số Seebeck
Hệ số Seebeck, còn gọi là độ nhạy nhiệt điện, của một chất là mức độ cường độ điện áp nhiệt gây ra do phản ứng với sự khác biệt về nhiệt độ giữa vật liệu đó, như được gây ra bởi hiệu ứng Seebeck.
Trong hệ đơn vị SI hệ số Seebeck là V/°K (volts/độ Kelvin), song phần lớn vật chất có ở mức microvolt mỗi độ Kelvin (μV/K).
Việc sử dụng các vật liệu có hệ số Seebeck cao là một trong nhiều yếu tố quan trọng cho hoạt động hiệu quả của máy tạo nhiệt điện và bộ làm mát bằng nhiệt điện. Thông tin thêm về vật liệu nhiệt điện hiệu năng cao có thể tìm thấy trong bài báo về vật liệu nhiệt điện. Trong các cặp nhiệt điện, hiệu ứng Seebeck được sử dụng để đo nhiệt độ, và để đạt chính xác cao cần sử dụng các vật liệu có hệ số Seebeck ổn định theo thời gian.
Về mặt vật lý độ lớn và dấu của hệ số Seebeck có thể được hiểu là được cho bởi entropy trên một đơn vị tích điện chạy bằng dòng điện trong vật liệu. Nó có thể là dương hoặc âm. Trong các chất dẫn điện có thể hiểu được về các vận chuyển điện tử độc lập, các hạt tải điện gần như tự do, hệ số Seebeck là âm đối với các tải điện mang điện tích âm (như điện tử), và là dương đối với các tải điện mang điện tích dương (như các lỗ trống).